# Universidad de Agder

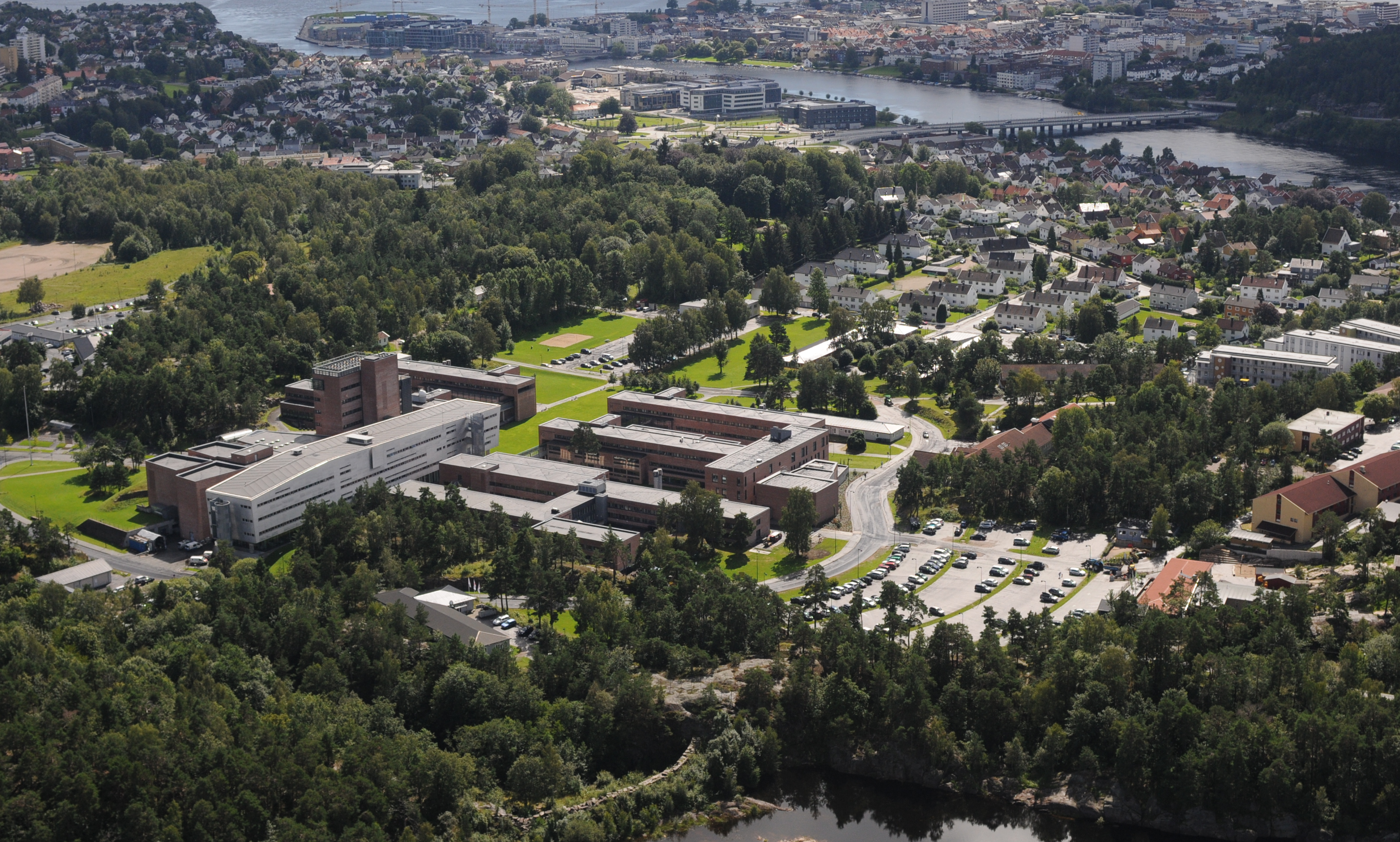
Vista panorámica de Gimlemoen.

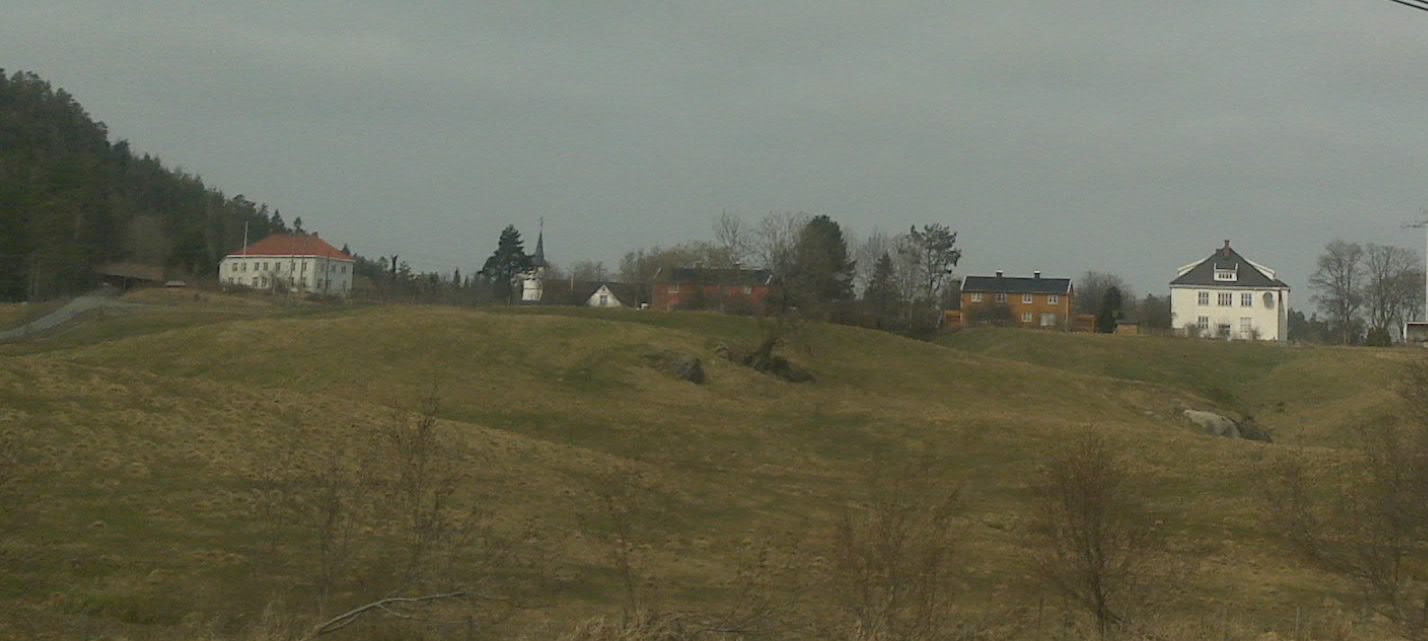
Campus de Kristiansand Teacher Training College

La Universidad de Agder (en noruego: Universitetet i Agder), anteriormente conocida como el Colegio Universitario de Agder, es una universidad pública con campus en Kristiansand y Grimstad, Noruega. La institución se estableció como un colegio universitario (høgskole) en 1994 a través de la fusión del Colegio Universitario de Agder y otras cinco universidades, incluida una escuela técnica y una escuela de enfermería, y se convirtió en una de las nuevas universidades de Noruega en 2007. Es una de las diez universidades más jóvenes de Noruega.

## Historia
La idea de una universidad en la región de Agder no es completamente nueva. En su breve período como gobernante de la unión de Dinamarca y Noruega, Johann Friedrich Struensee planeó reformar la Universidad de Copenhague. Él le dio al obispo Johann Ernst Gunnerus de Trondheim la tarea de desarrollar planes más detallados. Gunnerus presentó una propuesta en 1771 en la que sugirió establecer una nueva universidad en Noruega y colocarla en Kristiansand.
Los motivos para sugerir a Kristiansand como una ciudad universitaria han sido debatidos. En cualquier caso, la idea pronto fue descartada cuando comenzó la planificación de la primera universidad noruega. En 1811, se aprobó una resolución para establecer la primera universidad de Noruega en Christiania (Oslo).
Incluso sin una universidad en la región, y a medida que aumentaba la necesidad de empleados mejor educados, se establecieron varias universidades más pequeñas en toda la región de Agder. El primero, Christiansands Stiftsseminarium på Holt, más tarde conocido como Kristiansand Teacher Training College, se fundó en Holt, Aust-Agder en 1839, por lo que es una de las instituciones de educación superior más antiguas de Noruega. Le siguieron Arendal College of Nursing (1920), Agder Music Conservatory (1965), Agder Regional College of Technology (1967), Agder Regional College (1969) y Kristiansand College of Nursing (1976).
El Colegio Universitario de Agder fue establecido por una fusión en 1994, cuando los seis colegios públicos regionales en los condados de Agder se convirtieron en una sola institución. El Colegio Universitario recibió la acreditación universitaria completa y se convirtió en la Universidad de Agder el 1 de septiembre de 2007. En 2022, la Universidad de Agder tiene aproximadamente 14 000 estudiantes y 2 200 empleados.

## Organización y administración
La institución tiene un liderazgo compartido. El decano es elegido por los estudiantes y miembros del personal y la facultad, que se convierte en el jefe de la junta de la universidad, y es responsable de los programas y actividades académicas. El director de la universidad es el jefe de administración y es responsable de todos los asuntos económicos y administrativos.

## Facultades
La Universidad de Agder tiene seis facultades, así como una unidad de educación superior para maestros.
Facultad de Economía y Ciencias Sociales
- Escuela de Negocios y Derecho (desde el 1 de enero de 2014) (Universidad de Agder)[4]
- Facultad de Ciencias Sociales (desde el 1 de enero de 2014) (Universidad de Agder)[5]
- Departamento de Economía y Administración de Empresas (Gimlemoen)
- Departamento de Estudios del Desarrollo (Gimlemoen)
- Departamento de Sistemas de Información
- Departamento de Ciencia Política y Gestión (Gimlemoen)
- Departamento de Sociología, Trabajo Social y Estudios de Bienestar (Gimlemoen)
- Departamento de Vida Laboral e Innovación (Gimlemoen)

Facultad de bellas artes
- Departamento de Música (Gimlemoen)
- Departamento de Artes Visuales y Dramáticas (Gimlemoen)

Facultad de Ciencias de la Salud y del Deporte.
- Departamento de Salud Pública, Deportes y Nutrición (Gimlemoen / Grimstad)
- Departamento de Salud y Ciencias de la Enfermería (Gimlemoen / Grimstad)
- Departamento de salud psicososial (Gimlemoen / Grimstad)

Facultad de Humanidades y Educación
- Departamento de Lenguas Extranjeras y Traducción (Gimlemoen / Grimstad)
- Departamento de Estudios Nórdicos y de Medios (Gimlemoen)
- Departamento de Educación (Gimlemoen)
- Departamento de Religión, Filosofía e Historia (Gimlemoen)

Facultad de Ingeniería y Ciencia
- Departamento de Ciencias Matemáticas (Gimlemoen)
- Departamento de Ciencias Naturales (Gimlemoen)
- Departamento de Ingeniería (Grimstad)
- Departamento de TIC (Grimstad)

Educación de maestros
Los programas de formación docente se organizan de forma interdisciplinaria.

## Centros de investigación
- Lograr la rendición de cuentas en la práctica escolar
- Centro de Investigación en Inteligencia Artificial (CAIR)
- Centro de Redes Inteligentes y Procesamiento de señales (Wisenet)
- Centro de Sistemas Empresariales
- Centro para la Investigación del Cuidado
- Centro de Estudios Culturales
- Centro de Estudios para el Desarrollo
- Centro de Didáctica
- Centro para la transformación digital (CeDiT)
- Centro para el Emprendimiento
- Centro de Estudios Europeos
- Centro para la Igualdad de Género
- Centro de Innovación y Estudios de Vida Laboral.
- Centro para la economía internacional y el transporte marítimo
- Centro de Actividades Multiculturales
- Centro de Estudios Noruegos en el Extranjero
- Centro de Bienes Raíces
- Centro para soluciones de energía sostenible
- Centro noruego de energía eólica marina (NORCOWE)

## Biblioteca
Agder University Research Archive  (AURA) es un archivo digital a texto completo de artículos científicos, tesis y disertaciones del personal académico y los estudiantes de la Universidad de Agder.The University Library La Biblioteca Universitaria administra AURA.